# Den flygande holländaren (legend)
För andra betydelser, se Den flygande holländaren.

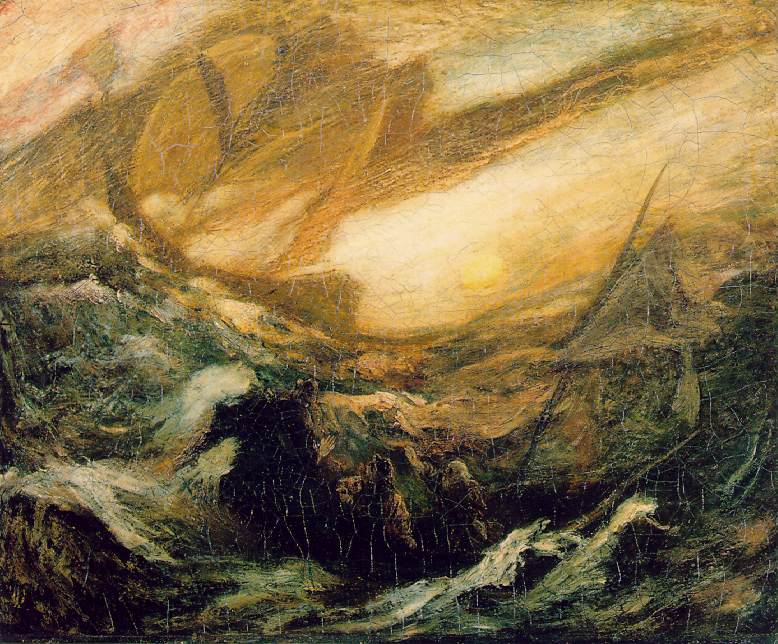
The Flying Dutchman av Albert Pinkham Ryder.

Den flygande holländaren är ett legendariskt spökskepp. Kaptenen Willem van der Decken (i den holländska versionen) skall flera gånger ha misslyckats med att runda Godahoppsudden och till sist svurit att han skulle lyckas oavsett om Gud eller djävulen stod emot honom. Gud tolererar inte sådan hädelse utan dömer omedelbart kaptenen och hans skepp att intill domens dag segla på världshaven.

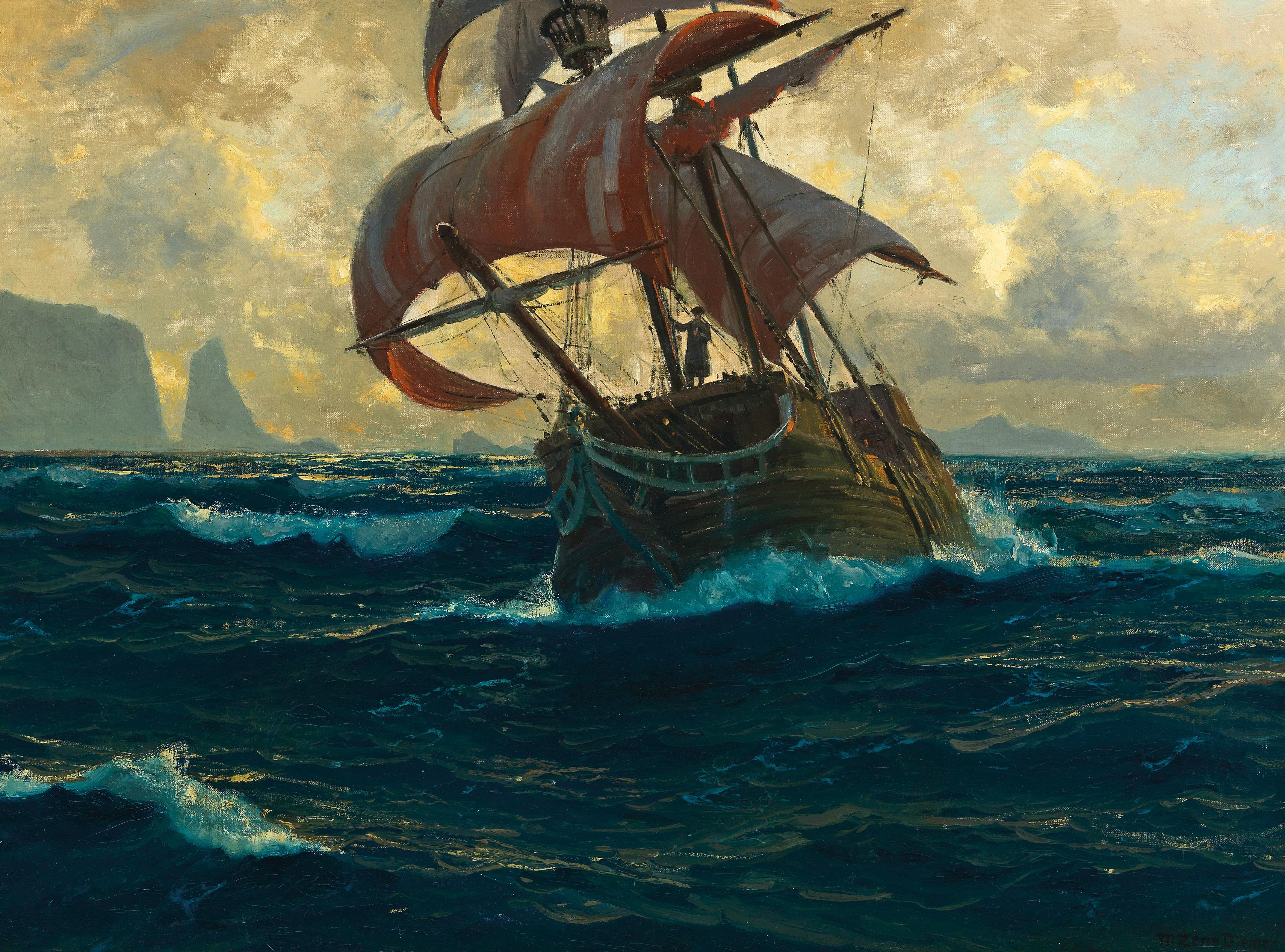
Der fliegende Holländer (Den flygande holländaren) av Michael Zeno Diemer.

Legenden finns i varianter från många språkområden och har inspirerat många författare och konstnärer, bland andra 
- Walter Scott (The Pirates)
- Frederick Marryat (The Phantom ship). En roman.
- Henry Wadsworth Longfellow
- Viktor Rydberg
- Heinrich Heine (en episod i Aus den Memoiren des Herren von Schnabelewopski)
- Richard Wagner (Der Fliegende Holländer)
- Carl Barks (Den flygande Holländaren)
- Brian Jacques (Castaways from the Flying Dutchman)
- Samuel Taylor Coleridge
- Karin Swanström (Flygande holländaren)
- Regissören Gore Verbinski och filmproducenten Jerry Bruckheimer med filmserien Pirates of the Caribbean